# Stormy
Stormy är en amerikansk dokumentärfilm som hade premiär den 8 mars 2024 på South by Southwest. Filmen släpptes på TV4 Play från 5 maj 2024.

## Handling
Filmen kretsar kring porrstjärnan Stormy Daniels som själv berättar allt om mediestormen, rättsfallet och mötet med Donald Trump.

## Medverkande (i urval)
- Stormy Daniels
- Travis Partin
- Joy King
- Seth Rogen